# The Very Best of Kajagoogoo & Limahl
The Best of Limahl är ett samlingsalbum från 2003 med musik av den brittiska gruppen Kajagoogoo och dess ursprunglige frontfigur och sångare Limahl.

## Låtlista
1. Too Shy
2. Ooh To Be Ah
3. Hang On Now
4. Big Apple
5. Lion’s Mouth
6. Turn Your Back On Me
7. Shouldn’t Do That
8. Charm of a Gun
9. Only For Love
10. Neverending Story
11. I Was A Fool
12. Inside To Outside
13. Monochromatic
14. Take Another View
15. Your Love
16. Shock
17. Love In Your Eyes
18. Too Much Trouble
19. Tar Beach